# فراموشی (فیلم ۲۰۱۴)
فراموشی یا یادزدودگی (به انگلیسی: Amnesiac) فیلمی محصول سال ۲۰۱۴ و به کارگردانی مایکل پولیش است. در این فیلم بازیگرانی همچون کیت باسورث، وس بنتلی، ریچارد ریلی و پاتریک بوشو ایفای نقش کرده‌اند.